# جنا نایسوونگر
جنا نایسوونگر (انگلیسی: Jenna Nighswonger؛ زادهٔ ۲۸ نوامبر ۲۰۰۰) بازیکن فوتبال زن اهل ایالات متحده آمریکا است.
وی همچنین در تیم‌های ملی فوتبال زیر ۲۳ سال زنان ایالات متحده آمریکا و زنان ایالات متحده آمریکا بازی کرده است.